# Hugh Scott
Hugh Scott (Fredericksburg, 1900. november 11. – Falls Church, 1994. július 21.) az Amerikai Egyesült Államok szenátora (Pennsylvania, 1959–1977).